# Ring Fit Adventure
Ring Fit Adventure est un jeu vidéo de rôle et de sport développé par Nintendo EPD et édité par Nintendo, sorti en 2019 sur Nintendo Switch.

## Système de jeu
Le jeu est vendu avec deux accessoires sur lesquels peuvent se placer les Joy-Cons : le Ring-Con, un anneau en plastique rigide, et la sangle de jambe, une bande qui s'accroche autour de la jambe. Le but du jeu est de combattre des monstres en faisant de l'exercice physique.
Le mode principal du jeu est un jeu d'aventure type RPG, dans lequel le joueur incarne un(e) jeune athlète qui rencontre un anneau vivant avec lequel il va faire équipe afin  de vaincre un dragon bodybuilder maléfique nommé Drago. Le joueur déplace son personnage à travers le monde du jeu et dans différents donjons, où il rencontrera des monstres à affronter. Le déplacement dans le monde du jeu est similaire à celui d'un rail-shooter ; le joueur se déplace le long d'un parcours déterminé en courant sur place, en sautant au-dessus d'obstacles en pressant et relâchant le Ring-Con, et peut lancer des projectiles à des objets en pressant le Ring-Con dans la direction voulue. Quand le joueur rencontre des monstres, le jeu fonctionne en combat  au tour par tour comme dans la plupart des jeux de rôle. Le joueur attaque les ennemis en réalisant un des nombreux exercices possibles, le montant des dommages reposant sur différents critères dont la bonne réalisation de l'exercice. Quand les monstres attaquent, le joueur peut se défendre en pressant et tenant le Ring-Con contre son abdomen aussi longtemps que dure l'attaque, cela afin de réduire les dommages subis. Vaincre les monstres fait gagner de l'expérience au personnage, et en montant de niveau, de nouveaux exercices faisant plus de dégâts sont débloqués. Les exercices sont classés par couleur, chaque couleur correspond à une grande partie du corps, comme les épaules ou les jambes; les monstres ont également des couleurs, et sont faibles aux exercices de même couleur (une fois cette capacité débloquée)
En plus du mode aventure, le jeu inclut  une routine de fitness globale qui permet de réaliser des exercices, assisté par le jeu, mais sans les éléments du mode aventure. Le jeu a également différents mini-jeux basés sur certains exercices, qui peuvent être joués en solo ou à plusieurs chacun son tour de manière compétitive.
Le jeu intègre l'option d'autoriser seulement les exercices silencieux afin d'éviter de déranger les voisins. Par exemple, en mode silencieux, la course sur place du mode aventure est remplacée par des flexions.

## Développement
Le 6 septembre 2019, Nintendo annonce un nouvel accessoire pour la Nintendo Switch, le Ring-Con. Quelques jours plus tard, le 12 septembre, Nintendo dévoile Ring Fit Adventure et sa sortie pour le 18 octobre de la même année.
Une mise à jour gratuite du jeu annoncée lors du Nintendo Direct Mini du 26 mars 2020 et effective immédiatement après sa diffusion ajoute un mode "Jeu de rythme", qui permet à l'utilisateur de s'exercer en rythme avec la musique du jeu. Ce mode inclut également des musiques d'autres jeux Nintendo tels que Super Mario Odyssey, The Legend of Zelda: Breath of the Wild, Splatoon 2, et Wii Fit. De plus, cette mise à jour ajoute le choix de sélection de la voix de Ring, le compagnon du héros, et du narrateur (il est en outre possible de leurs donner une voix féminine ou de choisir leur langue). Enfin, cette mise à jour ajoute également l'option "Course" aux modes "À la carte" et "Jeu rapide", permettant d'effectuer les parcours du mode Aventure mais sans ennemis à affronter. Les niveaux doivent d'abord être faits une fois dans le mode Aventure avant de pouvoir les effectuer dans le mode Course.

## Accueil
Ring Fit Adventure s'est vendu à plus de 290 000 exemplaires lors de sa première semaine de commercialisation au Japon. Il dépasse les 900 000 exemplaires vendus au Japon en mai 2020 et atteint le cap du million d'exemplaires vendus le mois suivant au même pays.